# Oniscideus
Els oniscideus (Oniscidea) són un subordre de crustacis isòpodes. Són crustacis totalment terrestres, que no necessiten l'aigua en cap fase del seus cicle vital, per bé que necessiten un ambient humit, car respiren per brànquies. Inclou unes 3.817 espècies descrites. Reben molts noms populars, ja que són animals ben coneguts per la gent.
Els oniscideus poden confondre's amb els diplòpodes (miriàpodes), de morfologia externa similar; per a diferenciar-los n'hi ha prou amb veure quantes potes s'observen a cada costat d'un segment concret; si es veu només una pota, l'animal serà un crustaci, i si se'n veuen dues, llavors es tracta d'un diplòpode.

## Noms comuns
Com que els oniscideus són organismes molt coneguts reben dotzenes de noms populars, com ara porcellana, porcelleta, porqueta, porquí o porquet de Sant Antoni, truja, trugeta, trujola, trugella, gorrí, gorrin(y)a, garrineta, gorrinet(a), baconet(a) (de Sant Antoni); panerola, panderola, pastera, pastereta o pastoreta; somereta (del Bon Jesús), muleta del Bon Jesús; cabreta; burra; bou, bouet de Sant Antoni, vaca; conillet de Nostre Senyor; cuc/cuquet de bola, cuc/cuquet de Sant Antoni, cuca de Sant Jordi, bolla/bolleta del Bon Jesús, boleta de Nostre Senyor, bola/marieta de femer, cuca de la Mare de Déu, cuqueta del Bon Jesús; aranya del Bon Jesús; cuc de rosari; marraneta, marraco, marrameu, marranxet; paternostrera; catarineta i catalineta blava, gallineta, gallina orba; gutxet, (en)dormidora, endormida, papa de l'enaiguament, papa dormidora, capçaneta, tall de moc (Alta Cerdanya), etc.

## Morfologia
Al cap, hi tenen dos ulls compostos, un parell d'antenes i mandíbules. Tenen un exoesquelet rígid, segmentat i calcari, i set parells de potes. Algunes espècies tenen la capacitat d'enrotllar-se sobre si mateixes formant una bola, quan se senten amenaçades (p. ex.: Armadillidium vulgare) El seu exoesquelet presenta una forma d'acordió que els facilita aquest enrotllament.

## Ecologia

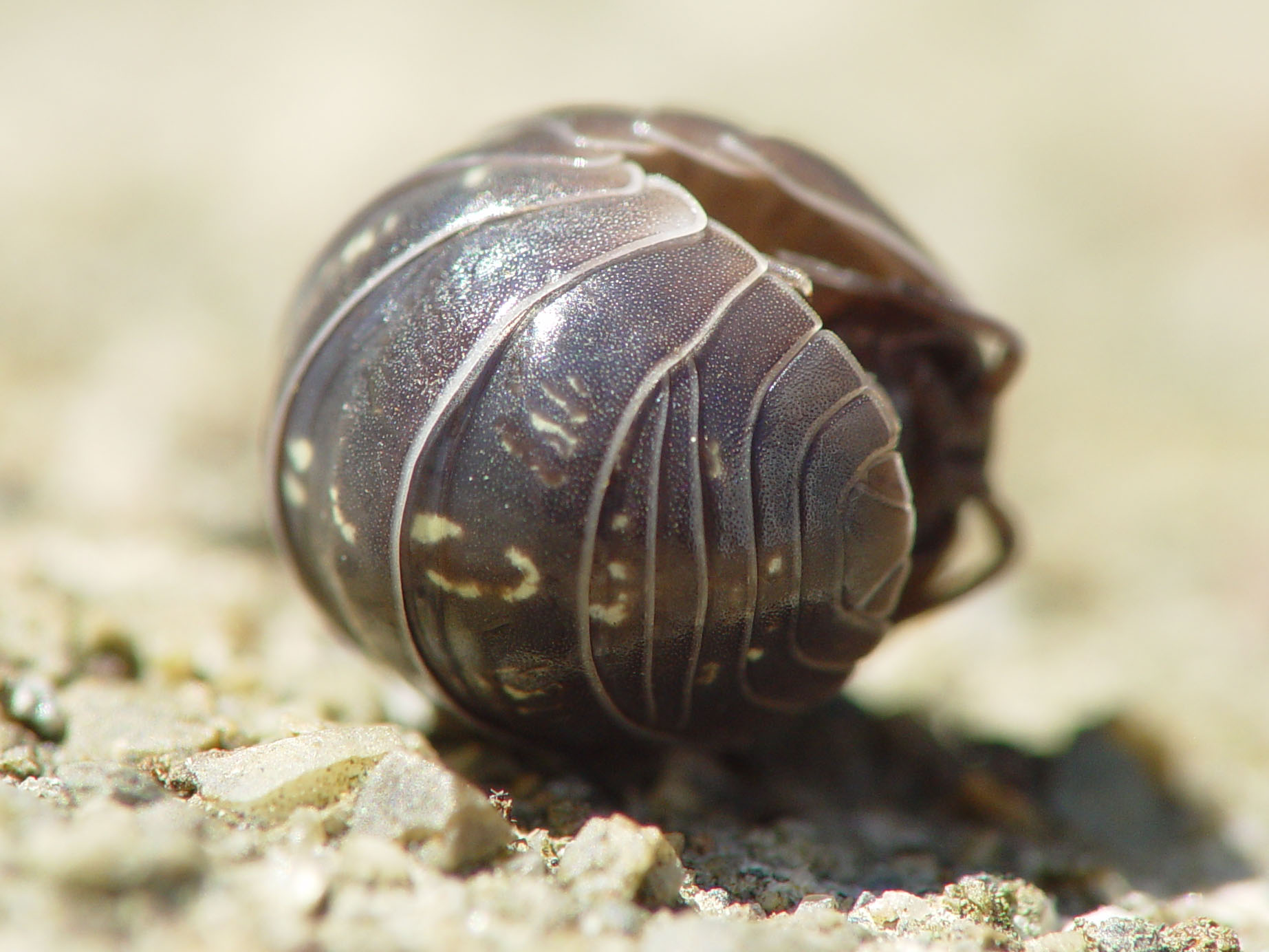
Armadillium vulgare en actitud defensiva

Els porquets de sant Antoni són crustacis totalment terrestres, que no necessiten l'aigua en cap fase del seu cicle vital, per bé que necessiten un ambient humit, car respiren per brànquies. És habitual de trobar-ne en llocs humits i foscos, com ara sota pedres o troncs. Són, en general, animals nocturns, i s'alimenten de detritus, com restes vegetals, encara que poden arribar a esdevenir una plaga en els jardins.
Els porquets de sant Antoni són els únics crustacis amb un desenvolupament directe, és a dir, sense fase de larva; això es deu a la seva vida en terra ferma, que els impedeix tenir hàbits reproductors que necessiten condicions més humides. La femella pot mantenir els ous fecundats dins del cos. Una prole rosàcia neix quan ha trobat el lloc idoni (vegeu pseudoviviparisme, ovoviviparisme). Tanmateix, i a diferència d'altres grups d'artròpodes terrestres com insectes i miriàpodes, aquests animals conserven un sistema excretor de tipus crustaci, la qual cosa els obliga a excretar urea en lloc d'àcid úric, amb la consegüent pèrdua d'aigua.

## Taxonomia
- Infraordre/Secció Diplocheta
  - Ligiidae
- Infraordre Holoverticata
  - Secció: Tylida
    - Tylidae

  - Secció: Microcheta
    - Mesoniscidae

  - Secció: Synocheta
    - Schoebliidae
    - Styloniscidae
    - Titaniidae
    - Trichoniscidae
    - Turanoniscidae

  - Secció: Crinocheta
    - Bathytropidae
    - Berytoniscidae
    - Detonidae
    - Halophilosciidae
    - Olibrinidae
    - Oniscidae (Oniscus asellus)
    - Philosciidae
    - Platyarthridae
    - Pudeoniscidae
    - Rhyscotidae
    - Scyphacidae
    - Speleoniscidae
    - Sphaeroniscidae
    - Stenoniscidae
    - Tendosphaeridae
    - Actaeciidae
    - Armadillidae
    - Armadillidiidae
    - Atlantidiidae
    - Balloniscidae
    - Cylisticidae
    - Eubelidae
    - Periscyphicidae
    - Porcellionidae
    - Trachelipodidae
    - Dubioniscidae
    - Hekelidae
    - Irmaosidae
    - Pseudarmadillidae
    - Scleropactidae